# 1922 en bande dessinée
| Années de la bande dessinée : 1919 - 1920 - 1921 - 1922 - 1923 - 1924 - 1925    |
| Décennies de la bande dessinée : 1890 - 1900 - 1910 - 1920 - 1930 - 1940 - 1950 |

Cet article présente les faits marquants de l'année 1922 en bande dessinée.

## Événements
- Création de l'éditeur de bande dessinée belge Dupuis par l'imprimeur Jean Dupuis.
- Larry Whittington crée la bande dessinée américaine Fritzi Ritz (en français Tante Fritzi), dans laquelle son successeur Ernie Bushmiller introduit en 1933 le personnage de Nancy (en français Nancy)

## Nouveaux albums
Voir aussi : Albums de bande dessinée sortis en 1922
| Sortie | Titre       | Scénariste | Dessinateur | Coloriste | Éditeur |
| ------ | ----------- | ---------- | ----------- | --------- | ------- |
| ?      | à compléter |            |             |           |         |
| ?      | …           |            |             |           |         |

## Naissances

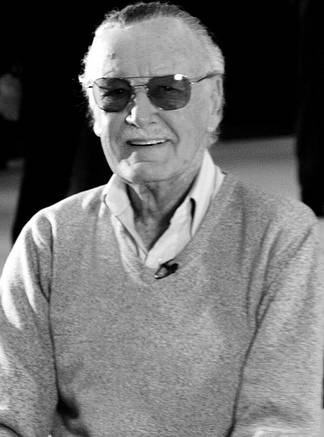
Stan Lee

- 1er janvier : Jerry Robinson, auteur de comics
- 1er mars : William Gaines
- 8 mars : Shigeru Mizuki, mangaka japonais mort en 2015.
- 9 avril : Albert Weinberg, auteur belge, créateur de Dan Cooper, mort en 2011.
- 22 août : Frank Kelly Freas
- 26 novembre : Charles M. Schulz, auteur américain, créateur de Peanuts, mort en 2000.
- 28 décembre : Stan Lee
- 30 décembre : Marc Sleen
- Naissances de He Youzhi, Guillermo Cifré, Violet Barclay